# Jóvenes Clásicos del Son
Jóvenes Clásicos del Son (spanisch: Junge Klassiker des Son) ist ein 1994 gegründetes kubanisches Septett.

## Wirken
Die Gruppe verbindet den traditionellen Son mit Einflüssen anderer kubanischer und internationaler Musikstile, darunter des Soul, Jazz, Rap und Funk. Gründer und musikalischer Leiter der Band ist der Bassist Ernesto Reyes Proenza, der auch den Bühnennamen „Palma“ trägt und früher in der Band von Cándido Fabré spielte.
Ab 1995 unternahmen die Jóvenes Clásicos del Son zahlreiche Auslandstourneen. Sie teilten die Bühne dabei auch mit großen kubanischen und internationalen Musikern, unter anderem mit Wynton Marsalis und Compay Segundo. Einzelne Bandmitglieder arbeiteten zusätzlich mit Vocal Sampling und Peter Gabriel zusammen. Häufigster Konzertort ist die „Casa Balear“ in Havannas Stadtteil Vedado, wo die Band in der Regel jeden zweiten Sonntag auftritt (Stand: 2014).
Der Bandname hängt mit dem Umstand zusammen, dass sich zum Gründungszeitpunkt relativ junge Musiker dem klassischen Musikstil des Son widmeten – noch 2001 waren alle Bandmitglieder unter 35 Jahre alt.

## Rezeption
Ihr Album Tambor en el alma, das die Jóvenes Clásicos del Son 2001 mit namhaften Gastmusikern wie Chucho Valdés und Changuito aufnahmen, erhielt vom Rezensenten der Webseite Allmusic eine Gesamtbewertung von vier von fünf möglichen Sternen.

## Auszeichnungen
- 1995: Beste Nachwuchsband des Jahres des staatlichen kubanischen Plattenlabels EGREM
- 1997: Beste Band des Jahres für das Album No pueden parar[2]

## Diskografie
- 1996: No pueden parar
- 1999: Fruta bomba
- 2001: Tambor en el alma
- 2005: Menos jóvenes, más clásicos
- 2008: The best of Jóvenes Clásicos del Son
- 2011: Cantan en llano
- 2014: Pedacito de mi vida